# Sutherlin
Sutherlin är en stad i Douglas County i Oregon. Vid 2010 års folkräkning hade Sutherlin 7 810 invånare.